# حرة طفيل
حرة طفيل تقع معظمها مكون من لابة خفيفة فاتحة اللون، تقع حرة طفيل في منتصف المسافة بين مدينة مكة المكرمة ومدينة الليث قرب مجنة ووادي ادام.

## احد القصائد التي قيلت عن طفيل
طفيل وما أدراك ما طفيل:
قرية طفيل من قرى الساحل الغربي لمكة المكرمة وهي منطقة تاريخية معروفة كانت ارض صيد ومتنزه بري طبيعي لمكة المكرمة منذ أيام الإسلام الأولى. وتروي لنا السيرة أن بلال رضي الله عنه كيف تمنى العودة لمكة ولشامة وطفيل بعد أن أصابته حمى المدينة. 
وطفيل وشامة جبلان صغيران متجاوران تفصل بينهما بضعة كيلو مترات. وكانت عيون الماء تسيل فيهما وتكثر فيهما الظباء والطيور. أماء الآن فهما أجردان اللهم إلا من بعض شجيرات البشم.
مكثت في قرية طفيل حوالي الخمس سنوات أو يزيد. واثناء عاصفة هوجاء ضربت القرية لعدة أيام كتبت ابيات هي مقدمة لقصيدة طفيل. وقد أغضبت هذه الأبيات أحبابي في طفيل مما إضطرني لإكمال القصيدة حتى أرضيهم.
ولعلهم رضوا. التحية لقبائل طفيل من الحسنان والجحادلة لكم مني الود.
طفيلُ وما أدراكَ ما طفيلُ
أوَمآ عَلِمْتَ يا بِلالُ (1) *** كَيْفَ صارَّ المبيتُ بطفيل (2)
أومآ دريت بحال شامةَ (3) *** جرداء تقبع في وادٍ عليل
فلا عيون الماء ترقرق فيها *** ولا المَهَا (4)تختالُ وقت الأصيل
طفيل وما أدراك ما طفيل *** غبراء لعواصفها صهيل
تبدّل الحالُ بَوْنَاً يا بلال *** فلا ماءٌ ولا صيدٌ يعودُ له الخليل
ولا خضرة للنَبْتِ تكسوها *** ولا شجرٌ بها كثيرُ أو قليل
بني جَحْدَلَ (5) هل علمتم *** أنَّ الصحابة لدراكم كانت تميل
وأن أرضكم هي بادية مكة *** لم يكن لها كفؤٌ ولا مثيل
فكيف تبدَّل عنها الزمان *** وحار بنفرٍ من أهلها الدليل
ألا يا بني كنانة (6) نشدت فيكم *** الشهامةَ وشِيَمَ العربي الأصيل
فأنتم يا صحابي كرامٌ بني كرامٍ *** فاسلكوا طريق آبائكم سبيل
وحقاً عليَ أن أنصِفَ منكم*** رجالاً هُمُوا نِعْمَ الدليل
وفتياناً كذلك قد رأيتهم *** سباقون للمساجد لا يبغون عنها بديل
فيا للهِ درَّهُمْ من شبابٍ *** جعلوا القُرانَ لرؤوسِهِم إكليل
فيا بلالُ فَدَيْتُكَ هذه طفيل ***ستعودُ للمجدِ إن شاءَ الجليل
ستعودُ للعَليَاءِ بأهلها جميعاً *** حِسْنَانٌ (7) وعِلْيَانٌ (8) وبني جَمِيل (9)
كلمات / عبد المنعم بن آدم عبد الصمد الزين
وادي طفيل جنوب مكة المكرمة 
9رجب 1431هـ
ـــــــــــــــــــــــــــــــــــــــــــــــــــــــــــــــــــــــــــــــــــــــــ
(1) هو الصحابي الجليل بلال بن رباح رضي الله عنه، عندما هاجر إلى المدينة تمنى العودة لمكة وبواديها وذكر منها طفيل وشامة.
(2) طفيل قرية جنوب مكة المكرمة بجوار جبل طفيل وهو معروف منذ عهد الجاهلية كانت تجري فيه العيون ويكثر الصيد حوله.
(3) شامة جبل معروف شمال جبل طفيل.
(4) المها نوع من الظباء العربية ناصعة البياض تمتاز بسود وجمال عيونها.
(5) الجحادلة من كبرى قبائل جنوب مكة وتتفرع إلى أفخاذ أخرى. وسكان طفيل من الجحدالة.
(6) كنانة من أصول قبائل جنوب الجزيرة وتنتهي إليها كثير من قبائل جنوب مكة واليمن ومنهم الجحادلة.
(7) (8) (9) هم أفخاذ قبيلة الجحادلة من سكان طفيل حالياً.

## التسمية
سميت بحرة طفيل أو جبل طفيل لما يعنيه اسم طفيل المأخوذ من طرف السوط يتأجج أي يضيء وهو أيضا اختلاط الليل بباقي ضوء النهار. وأيضا لعل في سبب تسميته إشارة إلى هذا المعنى فهو جبيل أو حرة شديدة السواد كما وصفها كثير من السلف وسكنها قديما بني فقيم وبني الدئل من قبيلة كنانة ويسكنها اليوم الجحادله من بني شعبة من قبيلة كنانة.

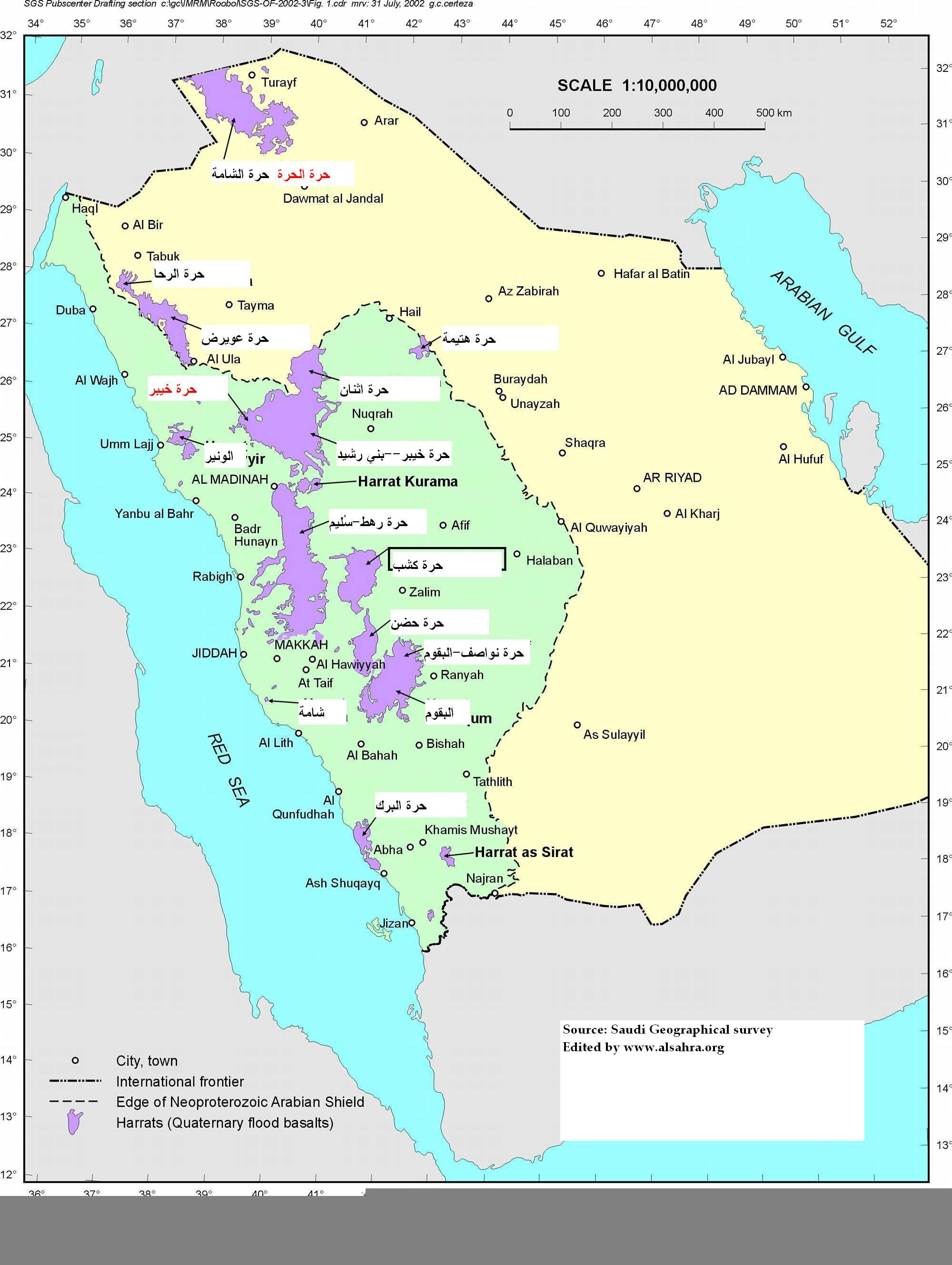
اسمها بهذه الخارطة هو شامة غرب الجزيرة العربية.